# Żenja Twerski
Żenja Twerski, z domu Ginzburg (hebr.: ז'ניה טברסקי, ang.: Jenia Tversky, ur. 16 sierpnia 1904 w Baranowiczach (ob. Białoruś), zm. 9 kwietnia 1964 w Izraelu) – izraelska działaczka społeczna i polityk, w latach 1951–1955, 1959–1961 oraz 1963–1964 poseł do Knesetu z listy Mapai.

## Życiorys
Urodziła się 16 sierpnia 1904 w Baranowiczach na terenie Imperium Rosyjskiego jako Żenia Ginzburg. Do Palestyny, będącej wówczas brytyjskim mandatem, wyemigrowała w 1923, gdzie poświęciła się pracy jako działaczka społeczna. W latach 1932–1942 kierowała sprawami socjalnymi całej żydowskiej społeczności w Hajfie, będąc jedną z pionierek tego typu działalności. W latach 1942–1948 kierowała już bardziej sformalizowanymi strukturami pomocy społecznej w Jerozolimie, nie zaprzestając działalności w Hajfie. Należała do komitetu wykonawczego organizacji związkowej Histadrut i działała w Partii Robotników Ziemi Izraela (Mapai). W 1945 została wysłana do Europy, gdzie działała jako emisariuszka pomagająca Żydom, którzy przeżyli niemieckie obozy koncentracyjne.
W wyborach parlamentarnych w 1949 nie dostała się do izraelskiego parlamentu kandydując z listy Mapai, jednak 5 lutego 1951 objęła mandat poselski po rezygnacji Heszela Frumkina i zasiadła w pierwszym Knesecie. Obroniła mandat w wyborach odbywających się 30 lipca, a w drugim Knesecie kierowała podkomisją zajmującą się stworzeniem narodowego ubezpieczenia społecznego i zasiadała w trzech parlamentarnych komisjach: budownictwa, pracy oraz spraw społecznych. W wyborach w 1955 bez skutku ubiegała się o reelekcję, w trzecim Knesecie znalazła się jednak na kilka miesięcy od 6 lipca 1959, po rezygnacji Szeloma Hillela. W odbywających się jesienią tego roku wyborach zdobyła mandat poselski, a w czwartej kadencji Knesetu zasiadała w komisjach spraw społecznych oraz konstytucyjnej, prawa i sprawiedliwości. Mandatu nie obroniła w przyśpieszonych wyborach w 1961, jednak i do piątego Knesetu trafiła na kilka miesięcy – 24 listopada 1963 objęła mandat po śmierci Me’ira Argowa. Twerski zmarła 9 kwietnia 1964, a w ławach parlamentu została zastąpiona przez Aharona Jadlina.

## Życie prywatne
Wyszła za mąż za polskiego Żyda Josefa Twerskiego – weterynarza. W 1937 roku urodził im się syn Amos (zm. 1996), późniejszy psycholog i ekonomista, współtwórca – wraz z Danielem Kahnemanem – teorii perspektywy, która w 2002 przyniosła Kahnemanowi ekonomiczną Nagrodę Nobla.